# فولكس أون فيلين
فولكس أون فيلين هي بلدة فرنسية تقع في منطقة أوفيرن-رون ألب شرق فرنسا.